# Mariska Reijmerink
Mariska Reijmerink (Arkel, 30 mei 1967) is een Nederlandse zangeres, componist, schrijfster, en taaldocent Engels. Zij studeerde in Utrecht Engelse taal- en letterkunde, met als bijvak muziekwetenschap. Zij is gehuwd met Vincent Bijlo, een Nederlandse cabaretier, schrijver en columnist.
Als taaldocent en zangeres schreef ze het boek Niet je moerstaal, een boek voor anderstaligen in Nederland, waarin wordt verteld hoe anderstaligen Nederland en het leren van de taal ervaren.
Reijmerink is zangeres bij The Rossettis, die onder andere meewerken aan voorstellingen van Bijlo.

## Album
- Zeventien[5] (samen met Vincent Bijlo, 2005)

- International Standard Name Identifier: 0000 0003 6918 666X
- Library of Congress Control Number: no2020112275
- Nederlandse Thesaurus van Auteursnamen: 148665020
- Virtual International Authority File: 288942119